# Deja
För andra betydelser, se Deja (olika betydelser).
Deja var en benämning på en kvinnlig träl under den yngre järnåldern. Den manliga motsvarigheten var bryte. Senare, i början av nya tiden överfördes betydelsen till betrodd kvinnlig arbetare på lantgård. I gamla texter skrivs det deghia och anses komma från ordet deg. Därav har man dragit slutsatsen att det ursprungligen avsett bakerska.
På 1600- och 1700-talen kunde det betyda den kvinnliga anställda som fungerade som "förman" i de kvinnliga sysslorna, både i jordbruket och i huset, såsom smör- och korvframställning, fäskötsel och mjölkning.
I många dialekter betydde det långt in på 1900-talet helt enkelt kvinnlig lantarbetare, som då vanligtvis hade ansvaret över fähuset. Ett formellt identiskt ord ingår i engelskans lady, "högättad fru", vars ursprungliga form hlǣfdige motsvarar "lev-deja", d.v.s. "limp-knåderska".